# Poulet à l'orange
Le poulet à l'orange (chinois simplifié : 陈皮鸡 ; chinois traditionnel : 陳皮雞 ; pinyin : chénpí jī ; cantonais Jyutping : can4 pei4 gai1) appelé orange chicken en anglais est un plat chinois, d'après Eileen Yin-Fei Lo, originaire de la cuisine du Hunan ; les sites chinois le classent dans la cuisine du Sichuan,,. Il est classé dans les plats au goût écorce de mandarine (陈皮味道, chénpí wèidào).

## Origine
Le poulet à l'orange couramment servi dans les restaurants chinois d'Amérique du Nord est composé de morceaux de poulet enrobés de pâte, puis frits et recouverts d'une sauce pimentée, parfumée à l'orange, épaissie, presque caramélisée. Ce plat est très populaire aux États-Unis, bien qu'il soit très souvent différent du plat servi en Chine, ressemblant davantage à une variante du poulet du général Tao.

## Variantes

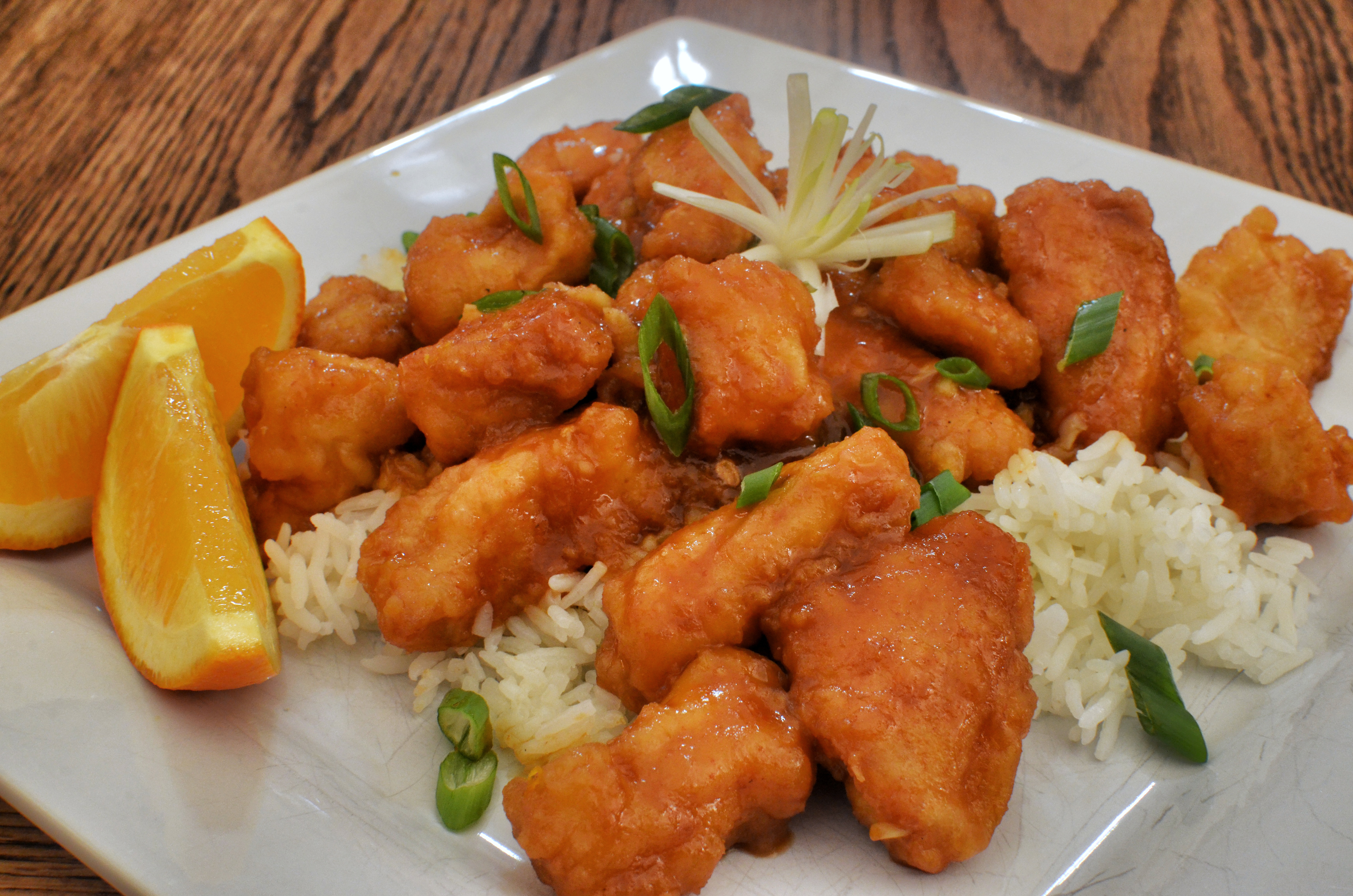
Une autre présentation du poulet à l'orange.

En Amérique du Nord, le nom orange chicken, voire tangerine chicken, est très utilisé. En Chine, son nom (陈皮鸡, chénpí jī) précise l'utilisation de pelure d'orange ou de mandarine séchée, ingrédient utilisé aussi bien dans la médecine traditionnelle chinoise que dans la gastronomie. Dans les restaurants hors d'Asie, on utilise plutôt des pelures d'oranges fraîches, voire pas de pelure du tout.